# هالي يورن هانسن
هالي يورن هانسن (بالنرويجية البوكمول: Halle Jørn Hanssen)‏ هو صحفي وسياسي نرويجي، ولد في 18 فبراير 1937 في Brønnøy Municipality ‏ في النرويج. نشط حزبياً في حزب العمال والحزب الليبرالي.